# Cerro El Papantón (Sombrerete)
El cerro El Papantón es una montaña que se encuentra en los municipios de Sombrerete, Zacatecas y Súchil, Durango, México; 5 kilómetros al sureste de Villa Insurgentes, forma parte de la Sierra de Sombrerete. La cima del Cerro El Papantón se encuentra en el límite de los estados de Zacatecas y Durango, tiene una altitud de 3,108 metros sobre el nivel del mar, y es la tercera montaña más alta del estado de Zacatecas, y la más alta es el Cerro Los Pelones, según el INEGI y la séptima más alta de Durango. El terreno alrededor del Cerro El Papantón es principalmente montañoso, pero hacia el noreste es plano y está escasamente poblado.

## Historia
El Papantón, debe su nombre a Antonio Oliva, originario de Asturias, España; y radicado en Sombrerete, que vivió en la época colonial. Cuenta la leyenda que Oliva intercedió ante las autoridades a fin de que se pusiera en libertad a un indígena; este en agradecimiento le reveló con solemnidad que en este cerro, en una cueva muy grande, habitaba un espíritu maligno en forma de mula que arrojaba fuego por el hocico y que salía de vez en cuando, que la mula conocía las propiedades de todas las hierbas y que revelaría todos esos conocimientos al hombre que en una noche oscura la montara y la domara. Tentado por la codicia, Oliva decidió a domar la mula y una noche se dirigió a donde según su informante se encontraba la mula misteriosa. A medianoche escuchó un estruendo, y de la oscuridad apareció la mula, arrojando fuego, y tirando patadas. Oliva se trepó en un peñasco y se arrojó sobre el lomo del animal cuando este pasó cerca de la peña. Oliva se aferró al lomo del animal desesperadamente y luego de recorrer las faldas de la montaña en carrera vertiginosa, se internó en la oscura caverna y en el fondo se paró, fatigada. Indicó entonces al jinete que se pusiera de pie y hablándole al oído le dijo todos los secretos que poseía y que el Oliva anhelaba para satisfacer su ambición. Desde entonces Oliva todos los días bajaba de la montaña con muchas hierbas para curar a los enfermos que venían de lejos. No se sabe por qué cambió de parecer, pero se dedicó a curar enfermos gratuitamente o por insignificantes remuneraciones y también impartió la religión cristiana. Terminó demacrado por los fuertes ayunos que solo se imponía, y llegó a portar una gran barba que le llevaba hasta su ombligo y saludaba diciendo “Ave María Purísima”, saludo que para muchos era un conjuro, pues que como por encanto se disipaban las tristezas; solo que tenía la gran pena de que; aunque quería mucho a los niños, estos le huían debido a que al encontrarse enfermos los hacía tomar hierbas amargas para su alivio. Era conocido como el “Papá Antonio”, nombre que después se cambió a “Papantón”, y así se llegó a conocer también el cerro donde del que procedía.
Hay muchas leyendas sobre eventos sobrenaturales en el Cerro El Papantón.
En la falda este de la montaña se encuentra el pueblo minero de San Martín.

## Clima
La temperatura media anual es de 17 °C, el mes más caluroso es mayo con temperatura promedio es 24 °C, y el más frío es diciembre con 12 °C. La precipitación media anual es de 608 milímetros, el mes más húmedo es septiembre con promedio de 150 mm de precipitación, y el más seco es marzo con 1 mm de precipitación.

## Flora
En el Cerro Papantón se encuentran diversas especies como pino piñonero, encino, palma, huizache, maguey, nopal duraznillo, nopal tapón, escobilla, orégano, manzanita, gatuño, jarilla, sotol, guayabillo y tepozán.

## Fauna
Algunas especies de animales son propias de la fauna que compone la región, aunque hay especies endémicas. Se puede encontrar Alacrán de Durango, Venado, ratón de campo, víbora de cascabel, alicante, murciélago, liebre, paloma huilota, codorniz escamosa, paloma de alas blancas, calandria, mapache, jabalí, zorra gris, conejo, coyote, tlacuache, tejón, gato montés, zorrillo, búho manchado, lagarto y diversos insectos.

## Actividades económicas
En lo más alto del cerro se encuentran antenas de televisión de Televisa, TV Azteca e Imagen Televisión. También hay antenas de radio y telefonía celular de Telcel.